# Régime fatal
Régime fatal (The Trainer) est un téléfilm américain réalisé par Ron Oliver et diffusé le 22 mars 2013 sur Lifetime Movie Network et en France le 17 juin 2013 sur TF1.

## Synopsis
Annie est une jeune femme qui manque de confiance en elle. Pour reprendre sa vie en main, elle pousse la porte d'un club de remise en forme et est prise en charge par Alexandra, une coach qui s'engage à lui faire perdre cinq kilos. Peu à peu, cette dernière devient de plus en plus envahissante et intrusive.

## Fiche technique
- Titre original : The Trainer
- Réalisation : Ron Oliver
- Scénario : Ron Oliver
- Musique : Peter Allen
- Durée : 85 minutes
- Pays :  États-Unis

## Distribution
- Chelsea Hobbs (VF : Agnès Manoury) : Annie Hogan
- Lane Edwards (VF : Yann Guillemot) : Mark
- Sunny Mabrey (VF : Hélène Bizot) : Alexandra
- Britt Irvin (VF : Sybille Tureau) : Tina
- Mackenzie Gray (VF : Luc Bernard) : Glen Kopylek
- Levi James (VF : Franck Monsigny) : Richard
- Anthony Konechny (VF : Benoît DuPac) : Doug

Source et légende : Version française (VF) selon le carton de doublage de TF1.